# Adonis tianschanica
Adonis tianschanica är en ranunkelväxtart som först beskrevs av Adolf, och fick sitt nu gällande namn av Sergej Julievitsch Lipschitz och Jevgenij Grigorjevitj Bobrov. Adonis tianschanica ingår i släktet adonisar, och familjen ranunkelväxter. Inga underarter finns listade i Catalogue of Life.